# Maaloula
Maaloula (en arabe : معلولا / maʿlūlā, de l'araméen : ܡܥܠܐ / ma`lā, « entrée ») est un village de la montagne syrienne, situé au nord de Damas. Il présente la particularité, ainsi que les villages alentour, d'abriter une population qui parle encore l'araméen (voir néo-araméen occidental). Dans les années 2000, la population sunnite est majoritaire en hiver, et aux deux tiers chrétienne l'été. Le village doit sa renommée à ses refuges troglodytiques datant des premiers siècles du christianisme.

## Situation
Maaloula est situé à presque 1 400 mètres d'altitude, dans le djebel Qalamoun, qui fait partie de la chaine de l'Anti-Liban, à 56 km au nord de Damas, en Syrie. Il descend sur le versant sud des pentes du même nom.

## Histoire
Les habitants, païens du temps de l'Empire romain, se sont convertis au christianisme dans les premiers temps de l'Église à l'époque romaine, six siècles avant la conquête arabe.
Sous le mandat français, au cours de la grande révolte syrienne, le village est attaqué et assiégé à plusieurs reprises entre octobre 1925 et juin 1926 par les rebelles commandés par Ramadan al-Shallash. Les Français, qui font confiance aux populations chrétiennes, distribuent des armes aux villageois.

## Population
La population du village s'élève en hiver à deux mille habitants, dont la majorité sont musulmans, et elle augmente en été, jusqu'à cinq mille habitants, lorsque les travailleurs migrants (qui travaillent dans d'autres villes de Syrie, au Liban et même en Turquie) rejoignent le village de Maaloula dont ils sont originaires, ainsi que des familles de Maaloulites habitant Damas et y passent l'été en famille. La population chrétienne devient alors majoritaire durant l'été.
La majorité des chrétiens locaux appartiennent à l'Église grecque-catholique melchite et à l'Église grecque-orthodoxe d'Antioche. Le village est célèbre au Proche-Orient pour la ferveur et la solennité avec lesquelles il célèbre, chaque 14 septembre, la fête de la Croix. On allume de grands feux sur les collines et l'on invite les habitants et les visiteurs, chrétiens ou musulmans nombreux à venir en période de paix, à de grands diners après les cérémonies religieuses.

## Monastères
Le village abrite, parmi des monastères en ruines, le monastère Mar Takla, grec-orthodoxe, construit autour de la grotte et du tombeau de sainte Thècle, princesse séleucide et disciple de saint Paul, fêtée le 24 septembre.
En haut d'un rocher qui domine le village se dresse un antique monastère (construit au IVe siècle), desservi par un prêtre grec-catholique et dédié à Mar Sarkis et Mar Bacchus (saints Serge et Bacchus), deux saints martyrs fêtés le 7 octobre, qui étaient fort populaires dans l'Empire romain d'Orient.

## Galerie

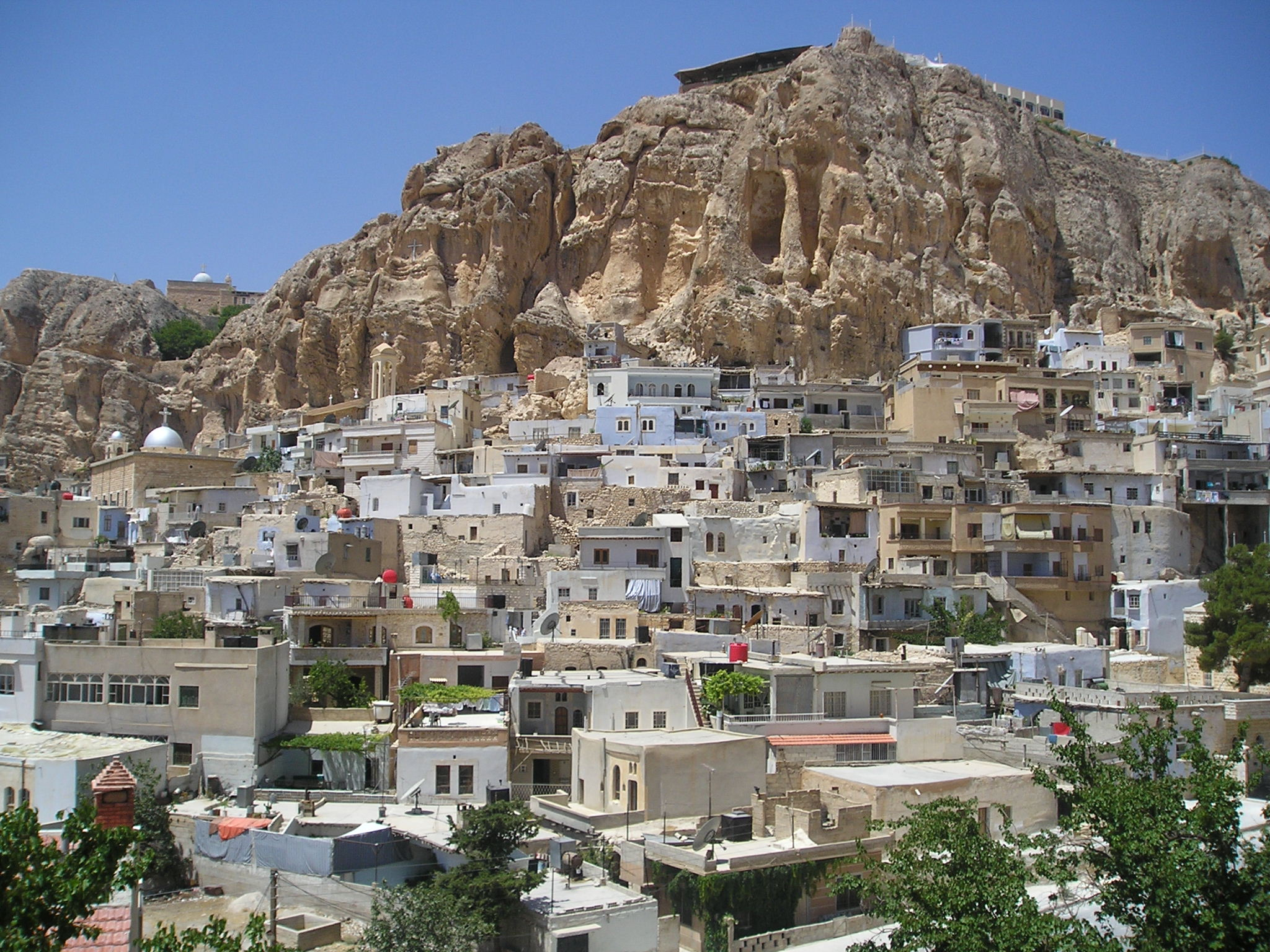
Vue de la partie chrétienne de Maaloula.
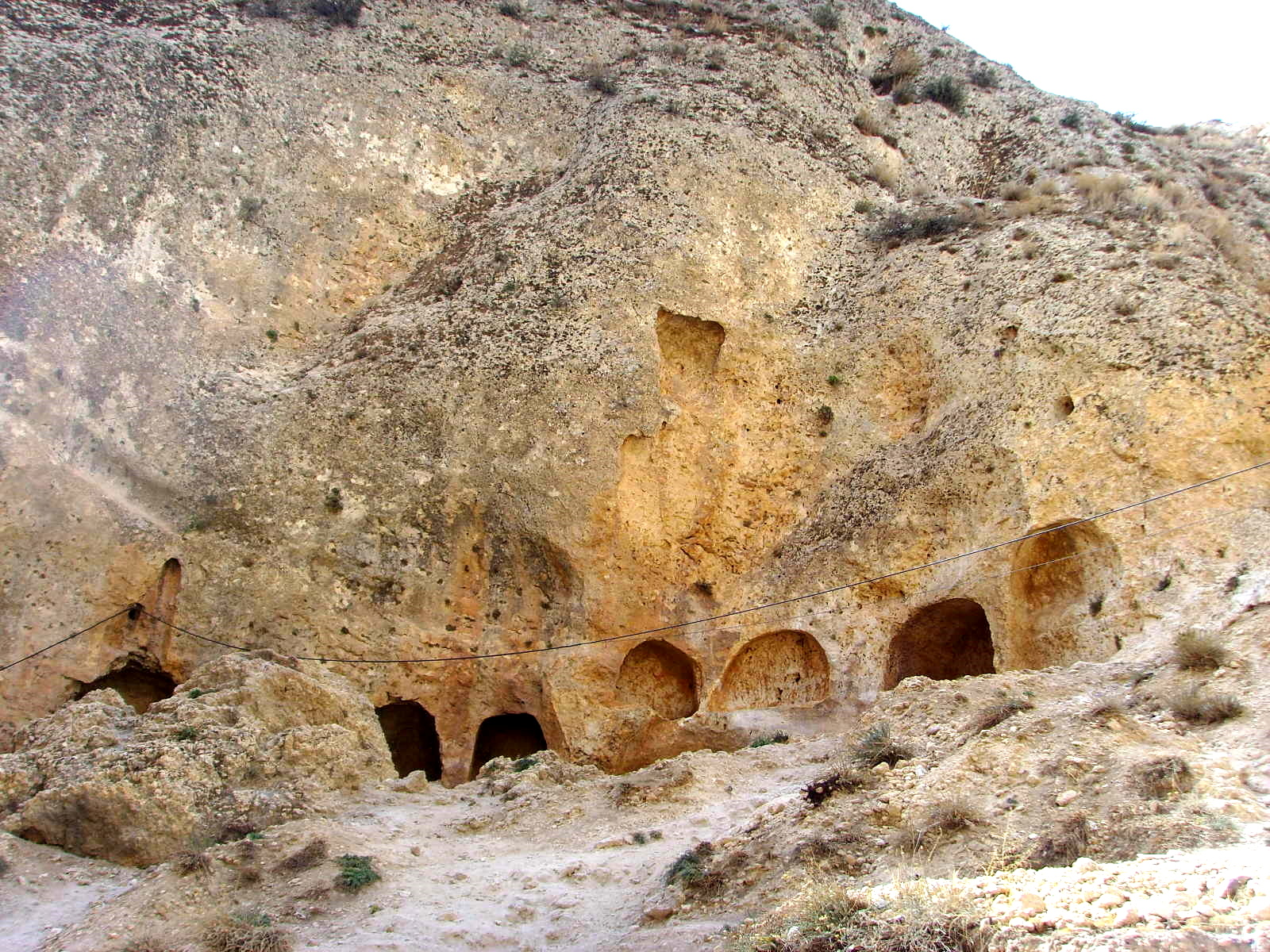
La gorge menant au monastère Sainte-Thècle.
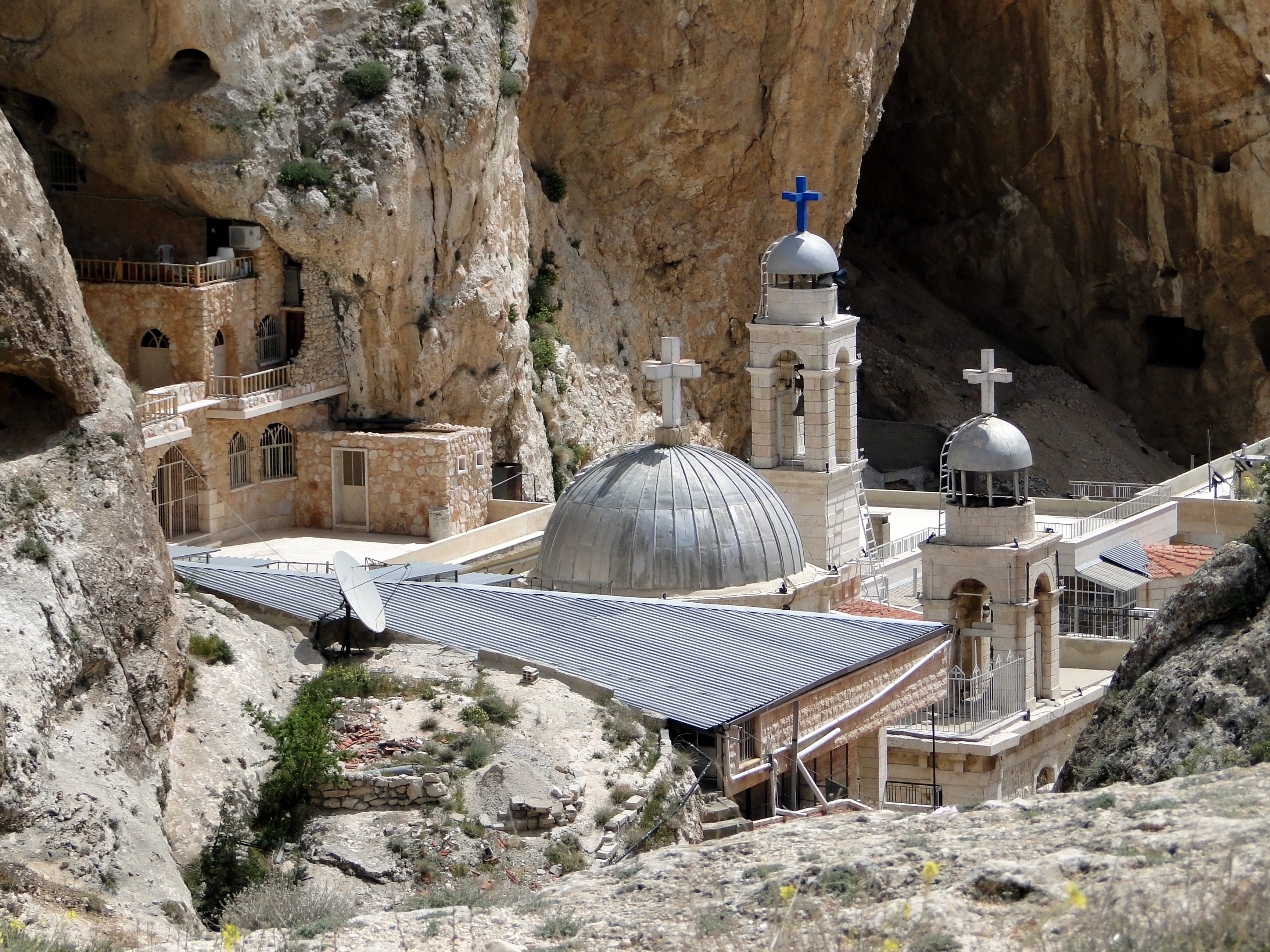
Le monastère Sainte-Thècle.
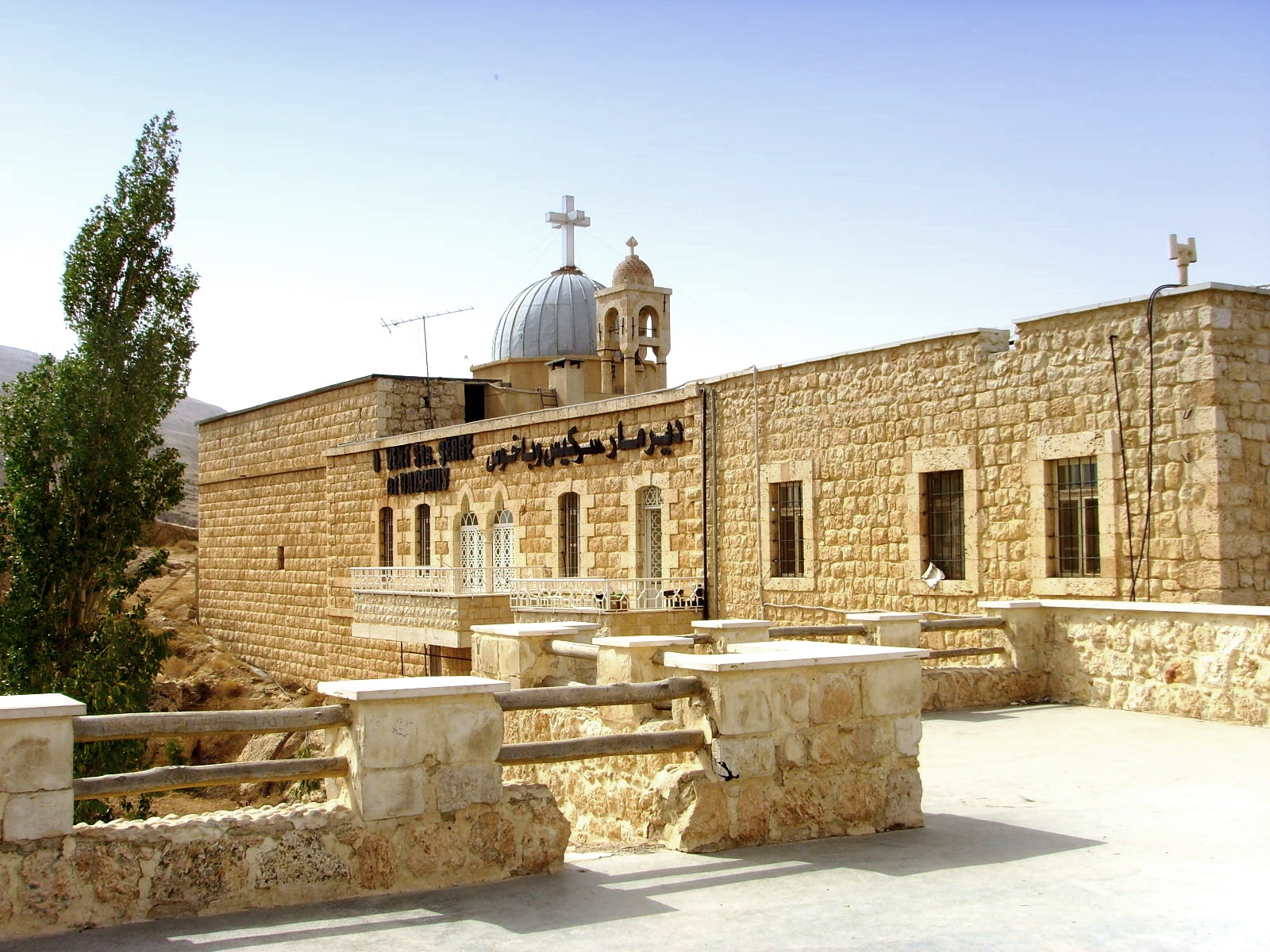
Le monastère Saint-Serge-et-Saint-Bacchus.

## Guerre civile syrienne
Le village est relativement épargné par les attaques jusqu'à l'été 2013. Un check-point à l'entrée du village fait l'objet d'un attentat-suicide le 4 septembre, puis des groupes armés rebelles et des islamistes du Front al-Nosra y prennent position le 7 septembre 2013,. Un certain nombre d'habitants prennent la fuite. Selon certaines sources, dans la ville, les djihadistes auraient tué au moins 20 civils de confession chrétienne et enlevé 15 autres. Selon d'autres sources au contraire, il pourrait s'agir de désinformation du régime, car les habitants auraient fui le village avant (seules restaient quelques dizaines de personnes) et des témoignages contestent les exactions. La mort de trois chrétiens du village a été documentée, qui selon certaines sources seraient morts en combattant,,,. L'armée syrienne lance une opération afin de reprendre le village. Cette offensive est d'abord repoussée à la suite de l'arrivée de renforts djihadistes, puis aboutit le 19 septembre 2013.
Le 1er décembre 2013, les islamistes s'emparent à nouveau de la ville et enlèvent douze religieuses du monastère orthodoxe de Sainte-Thècle, finalement libérées en mars 2014 contre 150 prisonniers du régime syrien, essentiellement des femmes,.
Selon Frédéric Pichon, les djihadistes commettent un « véritable massacre archéologique », pillant l'église conventuelle, un des plus vieux édifices chrétiens du monde, datant du début du IVe siècle, détruisant des icônes exceptionnelles. Selon d'autres sources, y compris des responsables religieux, il n'y a eu « ni massacre ni profanation des lieux saints », pas de destruction ni de pillage lors de la prise du village par les groupes rebelles,,. De leur côté, des combattants d'opposition affirment avoir ordonné de ne pas s'en prendre aux chrétiens qui ne combattaient pas aux côtés du régime et de ne pas rester sur place afin d'éviter que l'aviation du régime ne détruise les sites historiques en les visant,.
Le village est repris par les loyalistes et le Hezbollah le 14 avril 2014.

## Personnalités
- Jalal Altawil (1981- ), acteur, metteur en scène, présentateur de télévision et de radio, né à Maaloula.

## Jumelage
- Béziers (France) depuis 2014